# Bosse Lindwall
Bo Fredrik "Bosse" Lindwall, född 2 juli 1951 i Stockholm, är en svensk journalist och författare.  
Lindwall gick ut journalistlinjen vid Stockholms Universitet 1980 och arbetade samma år på Riksradions Ekoredaktion. År 1981 anställdes han på Tidningarnas Telegrambyrå, TT, som nyhetsuppläsare på radioredaktionen – därefter var han utrikesreporter. 
När TV4 startade 1990 började Bosse Lindwall som programledare och utrikesreporter på Nyheterna. Han arbetade även som programledare på Nyhetsmorgon och som redaktör. Mellan 2006 och 2009 var han TV4:s korrespondent i Peking. Från 2011 frilansade han från Mexico City fram till juni 2013 för Sveriges Television – från 1 november 2013 för TV4 och andra medier i såväl Sverige som Mexiko. Lindwall är berättarröst i flera dokumentärer och serier, såsom TV4:s Korrarna och SOS Djur. Han kom 2018 ut med romanen Avenida Amsterdam, som utspelar sig i Mexico City.
Lindwall är gift med Adriana Ferreira Olvera, advokat och producent, född 1968.